# Bonorva
Bonorva (sardinsky: Bonòlva) je italská obec (comune) v provincii Sassari v regionu Sardinie. Nachází se ve výšce 508 metrů nad mořem a má přibližně 3 200 obyvatel. Rozloha obce je 149,75 km².